# Anyang (Corea del Sud)
Anyang (Anyang-si; 안양시; 安養市) è una città della provincia sudcoreana del Gyeonggi.

## Geografia fisica

### Clima
Ad Anyang il clima è molto freddo e secco in inverno e caldo e umido in estate. Tuttavia, Anyang è più fresca di Seul in estate. La temperatura media annuale è di 12,3°, mentre la media delle precipitazioni è di 1.344 mm. Circa due terzi delle precipitazioni di Anyang si verificano durante la stagione dei monsoni tra giugno e agosto.

| Dati meteo          | Mesi | Mesi | Mesi | Mesi | Mesi | Mesi | Mesi | Mesi | Mesi | Mesi | Mesi | Mesi | Stagioni | Stagioni | Stagioni | Stagioni | Anno |       |
| Dati meteo          | Gen  | Feb  | Mar  | Apr  | Mag  | Giu  | Lug  | Ago  | Set  | Ott  | Nov  | Dic  | Inv      | Pri      | Est      | Aut      | Anno |       |
| ------------------- | ---- | ---- | ---- | ---- | ---- | ---- | ---- | ---- | ---- | ---- | ---- | ---- | -------- | -------- | -------- | -------- | ---- | ----- |
| T. max. media (°C)  | 2    | 5    | 10   | 18   | 23   | 27   | 29   | 30   | 26   | 20   | 12   | 5    | 4        | 17       | 28,7     | 19,3     | 17,3 |       |
| T. min. media (°C)  | −7   | −5   | 0    | 6    | 12   | 18   | 22   | 22   | 16   | 9    | 2    | −4   | 7,6      | −5,3     | 6,0      | 20,7     | 9,0  | 7,6   |
| Precipitazioni (mm) | 0    | 28   | 49   | 105  | 88   | 151  | 383  | 265  | 160  | 48   | 43   | 24   | 1 344    | 52       | 242      | 799      | 251  | 2 688 |